# Hdparm
hdparm – program pracujący pod konsolą dla systemów operacyjnych Linux, który pozwala sprawdzać oraz ustawiać parametry pracy dysków twardych. Program obsługuje dyski PATA, SATA, SAS i poprzez SAT (SCSI-ATA Command Translation) niektóre dyski USB. Polecenie hdparm jest podstawową metodą wpływania na wydajność pracy HDD bez konieczności kompilacji jądra systemu. Użycie go z nieodpowiednimi parametrami może spowodować, że dostęp do danych stanie się niemożliwy. Hdparm jest wolnym oprogramowaniem dostępnym na licencji BSD, instalowanym w podstawowych konfiguracjach dystrybucji Linuksa.

## Parametry, których użycie może spowodować uszkodzenie systemu plików
- -n ustawia flagę na ignore write errors (ignoruj błędy zapisu)
- -p ustawia tryb PIO
- -u ustawia flagę interrupt-unmask
- -U wyrejestrowuje interfejs IDE
- -w resetuje urządzenie
- -X ustawia tryb IDE

## Użycie
Polecenie to musi być wywoływane z przywilejami administratora (roota).
hdparm [flaga] [urządzenie]
Przykłady: 
Listuje informacje bezpośrednio z urządzenia (lub z '-i' z proc)
```
hdparm -I /dev/sda
```

Włącza tryb DMA dla pierwszego dysku twardego.
```
hdparm -d1 /dev/sda
```

Wyłącza tryb DMA dla pierwszego dysku twardego.
```
hdparm -d0 /dev/sda
```

Sprawdza wydajność czytania pamięć cache dla pierwszego dysku twardego.
```
hdparm -T /dev/sda
```

Sprawdza wydajność czytania pierwszego dysku twardego.
```
hdparm -t /dev/sda
```